# Das Schwein beim Friseur

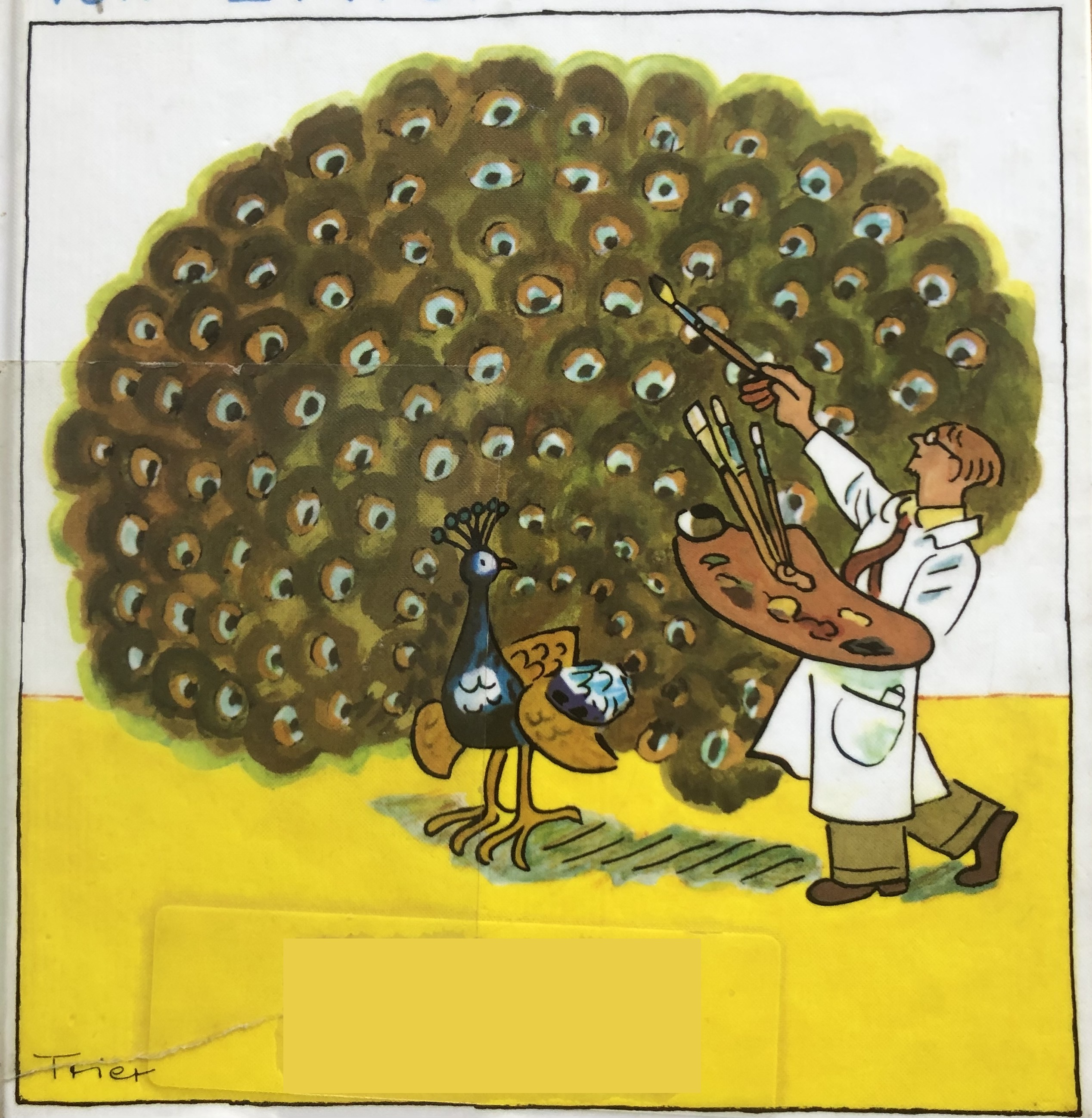
Titelbild (Walter Trier)

Das Schwein beim Friseur und anderes (auch: Das Schwein beim Friseur und andere Geschichten) ist ein Sammelband für Kinder von Erich Kästner mit Illustrationen von Horst Lemke. Die Erstausgabe erschien 1962 im Atrium Verlag (Zürich) und bei Dressler (Berlin). Es ist neben Der kleine Mann und Der kleine Mann und die kleine Miss eines seiner späten Kinderbücher.

## Entstehung
Das Kinderbuch enthält sechzehn Texte mit diversen Themen, die meistens schon um das Jahr 1930 herum in verschiedenen Zeitungen und Magazinen veröffentlicht worden waren. Kästner hat sie vor der Veröffentlichung als Buch stilistisch bearbeitet. Die Textsammlung erschien im Taschenbuchformat – eine Anregung der Verlegerin Cecilie Dressler.

## Inhalt
In der Erstausgabe erscheint ein Vorwort, das als Brief gestaltet ist. Es beginnt mit Liebe Kinder und endet mit der Unterschrift Euer EK. In diesem Brief erläutert der Erzähler, dass die Herausgabe dieser Textsammlung am Fehlen preisgünstiger Taschenbücher für Kinder liege und er deshalb in der eigenen Schreibtischschublade als Taucher nach Texten gesucht habe.
Der Band beginnt mit der titelgebenden Erzählung Das Schwein beim Friseur. In der Geschichte werden die Erlebnisse von Berthold geschildert, der sich nicht gerne die Haare schneiden lassen möchte und von seiner Mutter zum „Friseur am Zoo“ gebracht wird. Dort sitzen die Kinder statt auf Stühlen auf lebendigen Tieren wie einem Pony, einem Esel und einem kleinen Elefanten. Für Berthold ist gerade das Schwein frei. Nachdem seine Haare zur Hälfte geschnitten sind, jagt das Tier mit ihm aus dem Laden und durch die Stadt, bis es in eine Villa rennt. Dort trifft Berthold auf die kranke Bella, die bei seinem Anblick so lachen muss, dass sie schnell wieder gesund wird. Die beiden verwitweten Elternteile der Kinder verlieben sich, heiraten und gemeinsam leben alle mitsamt dem Schwein in der Villa. Das Schwein beim Friseur ist eine der drei phantastischen Geschichten. In einer anderen wird Friedrich, der gerne spioniert, von Sherlock Holmes höchstpersönlich von seiner Neugierde geheilt.
Andere Texte im Buch sind realistische Erzählungen; manche sprechen auch ernste Themen an. Es finden sich auch in diesem Band Anklänge an Kästners eigene Kindheit: Frau Hebestreit spioniert erzählt davon, wie eine Mutter aus Sorge ihren Sohn heimlich verfolgt. Von dieser Angewohnheit seiner Mutter berichtet Kästner auch in seiner Autobiografie Als ich ein kleiner Junge war. Bei Ein Kind hat Kummer nimmt der Text (bis hin zum Wortlaut) Anleihen bei Pünktchen und Anton. In der Erzählung Zwei Schüler sind verschwunden besuchen Uli und Matz, die schon aus Das fliegende Klassenzimmer bekannt sind, heimlich die Olympischen Winterspiele in Garmisch-Partenkirchen. Außer Prosatexten finden sich auch fünf Gedichte, von denen eines (Als der Nikolaus kam) als Übersetzung der amerikanischen Geschichte A Visit from St. Nicholas von Clement Clarke Moore (1822) ausgegeben wird.

## Rezeption
Beim Erscheinen gab es einige meist positive Rezensionen. Hanns-Hermann Kersten empfahl das Buch für alle Kinderbüchereien, auch wenn einige Erzählungen sich an ein älteres Publikum richten.

## Ausgaben
- Erich Kästner: Das Schwein beim Friseur. Atrium Verlag, Zürich 1962, mit Illustrationen von Horst Lemke, Titelbild von Walter Trier.

## Sekundärliteratur
- Stefan Neuhaus (Hrsg.): Kästner-Handbuch: Leben – Werk – Wirkung, Springer Verlag, Berlin 2023, ISBN 978-3-662-67226-6.
- Hanns-Hermann Kersten, Das Schwein beim Frisör. Bücherei und Bildung (14) 1962, S. 562–563.
- Sven Hanuschek: Keiner blickt dir hinter das Gesicht. Das Leben Erich Kästners. Carl Hanser Verlag, München 2024, ISBN 978-3-446-27987-2.